# Phillip Dornbusch
Phillip Dornbusch (* 1994 in Stadthagen) ist ein deutscher Jazzmusiker (Saxophon, Klarinette, Komposition).

## Leben und Wirken
Dornbusch begann mit vier Jahren seine musikalischen Erkundungen am Klavier, sechs Jahre später entdeckte er das Saxophon. Nach dem Abitur studierte er Jazzsaxophon an der Hochschule für Musik, Theater und Medien Hannover bei Jonas Schoen, Lorenz Hargassner und Matthias Schubert. 2015 setzte er sein Studium am Jazzinstitut Berlin bei Peter Weniger und Greg Cohen fort. Zudem verbrachte er ein Auslandssemester am Koninklijk Conservatorium Den Haag bei John Ruocco, bevor er 2019 sein Bachelorstudium abschloss.
Dornbusch gehörte von 2018 bis 2020 zum Bundesjazzorchester unter der Leitung von Jiggs Whigham und Niels Klein. In Berlin leitet er sein Quintett Phillip Dornbuschs Projektor mit der Pianistin Johanna Summer, dem Gitarristen Johannes Mann, dem Bassisten Roger Kintopf und dem Schlagzeuger Philip Dornbusch, mit dem er zunächst das Album Reflex (Double Moon Records 2021) veröffentlichte; in gleicher Besetzung folgten die Alben Re|Construct (2023) und Revolt (2024). Weiterhin ist er auf Alben mit Black Bear Basement, dem Fabia Mantwill Orchestra und dem Fynn Großmann Quintett zu hören.
2018 wurde Dornbusch als Mitglied des Fynn Großmann Quintetts mit dem Jazzpreis Hannover und dem Jungen Münchner Jazzpreis ausgezeichnet.